# Llavió

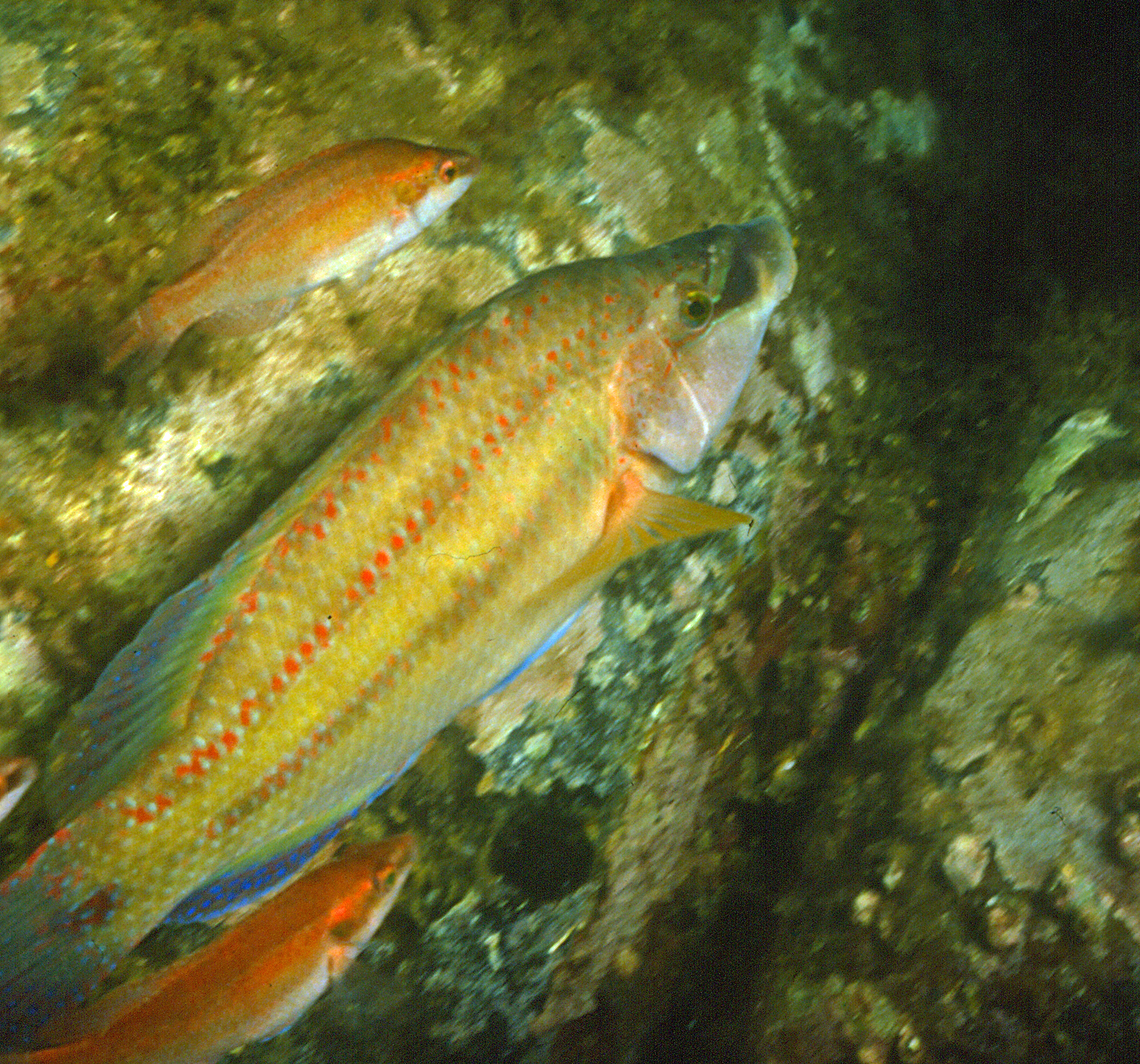
Exemplars fotografiats a Banyuls de la Marenda (Catalunya Nord)

El llavió o tord lloro (Symphodus tinca) és una espècie de peix de la família dels làbrids i de l'ordre dels perciformes.

## Morfologia
Els mascles poden assolir els 44 cm de longitud total mentre que les femelles són més petites (al voltant dels 25 cm). Cos verd, amb tornassols daurats i blaus, ovalat i comprimit. Les escates són grosses. El cap és groc amb bandes verdes. El perfil cefàlic presenta una inflexió per davant els ulls ben marcats en els mascles adults. Els llavis són bastant gruixats i les mandíbules extensibles. Els ulls són petits. El preopercle és dentat. L'aleta dorsal és llarga amb els radis quasi el doble d'alt que el dors. L'anal és llarga i alta. La caudal és rodona. Les aletes alternen el blau, el groc i el verd. Presenta un dimorfisme sexual molt acusat: el mascle és de color verd i blau amb taques vermelles, a les pèlviques i a la caudal té una taca negra, i entre els ulls té una banda blava. Les femelles tenen dues bandes longitudinals marrons als costats. Tenen una taca negra en el peduncle caudal per davall de la línia lateral.

## Reproducció
La seua maduresa sexual arriba als 2 anys. És hermafrodita proterogínic. Es reprodueix a la primavera i és quan més a prop de la costa es troben els adults. El mascle neda cap a les femelles i les porta cap al niu. La posta es fa damunt pedres i els mascles són els que vigilen els ous.

## Alimentació
Menja invertebrats bentònics (eriçons de mar, crustacis -gambes i crancs- i cucs).

## Hàbitat
Viu al litoral rocallós i a praderies fins als 50 m.

## Distribució geogràfica
Es troba des de Galícia fins al Marroc, incloent-hi la Mediterrània i la mar Negra.

## Pesca
Es captura amb tremalls i volantí. És molt fàcil capturar-lo amb fusell.

## Observacions
- Els mascles són bastant territorials: es poden observar tant de dia com de nit recolzats lateralment sobre les roques o davall pedres.
- Per desparasitar-se es col·loquen quasi verticalment per ésser netejats per llambregues (Symphodus melanocercus).
- Té una longevitat de 15 anys.[5]